# Barco Reale di Carmignano
Il Barco Reale di Carmignano è una DOC riservata ad alcuni vini la cui produzione è consentita nella provincia di Prato.

## Zona di produzione
La zona di produzione comprende l'intero territorio dei comuni di Carmignano e Poggio a Caiano in provincia di Prato.

## Storia
Il vino prende il nome da un'antica tenuta di caccia istituita dai Medici nel XVI secolo, detta appunto Barco Reale Mediceo. La produzione di vino di tale zona fu la prima al mondo, nel 1716, ad essere regolata da norme restrittive per garantirne la purezza.

## Disciplinare
Il Barco Reale di Carmignano è stato istituito con DPR 28 aprile 1975 pubblicato sulla Gazzetta Ufficiale n. 222 del 21 agosto 1975.
Successivamente è stato modificato con:
- DPR 13.10.1982 G.U. 69 - 11.03.1983
- DPR 01.08.1983 G.U. 319 - 21.11.1983
- DM 17.10.1994 G.U. 250 - 25.10.1994
- DM 14.07.1998 G.U. 171 - 24.07.1998
- DM 30.11.2011 G.U. 295 – 20.12.2011
- DM 13.11.2013 Pubblicato sul sito ufficiale del Mipaaf Sezione Qualità e Sicurezza - Vini DOP e IGP
- La versione in vigore è stata approvata con DM 07.03.2014 Pubblicato sul sito ufficiale del Mipaaf Sezione Qualità e Sicurezza Vini DOP e IGP[1].

## Tipologie

### Barco Reale di Carmignano
| uvaggio                        | Sangiovese min 50%; Canaiolo nero max 20%; Cabernet Franc e Cabernet Sauvignon, da soli o congiuntamente min 10% max 20%; Trebbiano toscano, Canaiolo bianco e Malvasia da soli o congiuntamente fino al max 10%. Possono concorrere alla produzione le uve di altri vitigni a bacca rossa, idonei alla coltivazione in Toscana, max 10%. |
| titolo alcolometrico minimo    | 11,00 % vol. |
| acidità totale minima          | 4,5 g/l. |
| estratto secco minimo          | 20,00 g/l |
| resa massima di uva per ettaro | 100 q. |
| resa massima di uva in vino    | 70 % |

#### Caratteri organolettici
- colore: rubino vivace, brillante
- odore: vinoso con profumo intenso, fruttato
- sapore: asciutto, sapido, fresco, pieno, armonico

#### Abbinamenti consigliati
Primi piatti in genere, carni bianche e rosse.

### Barco Reale di Carmignano Rosato
| uvaggio                        | Sangiovese min 50%; Canaiolo nero max 20%; Cabernet Franc e Cabernet Sauvignon, da soli o congiuntamente min 10% max 20%; Trebbiano toscano, Canaiolo bianco e Malvasia da soli o congiuntamente fino al max 10%. Possono concorrere alla produzione le uve di altri vitigni a bacca rossa, idonei alla coltivazione in Toscana, max 10%. |
| titolo alcolometrico minimo    | 11,00 % vol. |
| acidità totale minima          | 4,5 g/l. |
| estratto secco minimo          | 16,00 g/l |
| resa massima di uva per ettaro | 100 q. |
| resa massima di uva in vino    | 70 % |

#### Caratteri organolettici
- colore: rubino vivace, brillante
- odore: vinoso con profumo intenso, fruttato
- sapore: asciutto, sapido, fresco, pieno, armonico

#### Abbinamenti consigliati
Primi piatti in genere, carni bianche e rosse.